# اوا ریواس
والریا آلکساندروفنا رشتنیکوفا-ساتوریان (ارمنی: Վալերիա Ռեշետնիկովա-Ծատուրյան؛ انگلیسی: Valeria Alexandrovna Reshetnikova-Satouryan) با نام هنری اوا ریواس ((به ارمنی: Եվա Ռիվաս)؛ (به انگلیسی: Eva Rivas) (زاده ۱۳ ژوئیه ۱۹۸۷) خواننده روسی-ارمنستانی است.

## ابتدای زندگی
ریواس در روستوف-نا-دونو از مادری ارمنی و پدری روسی-یونانی به دنیا آمد. او نام هنری خویش (اوا ریواس) را از نام مادربزرگ یونانی پدرش برگرفته است. وی در روستوف-نا-دونو رشد کرد و در هنگرد ارمنی «آرِویک» آوازخوانی کرده‌است.

## مسابقه آواز یوروویژن ۲۰۱۰

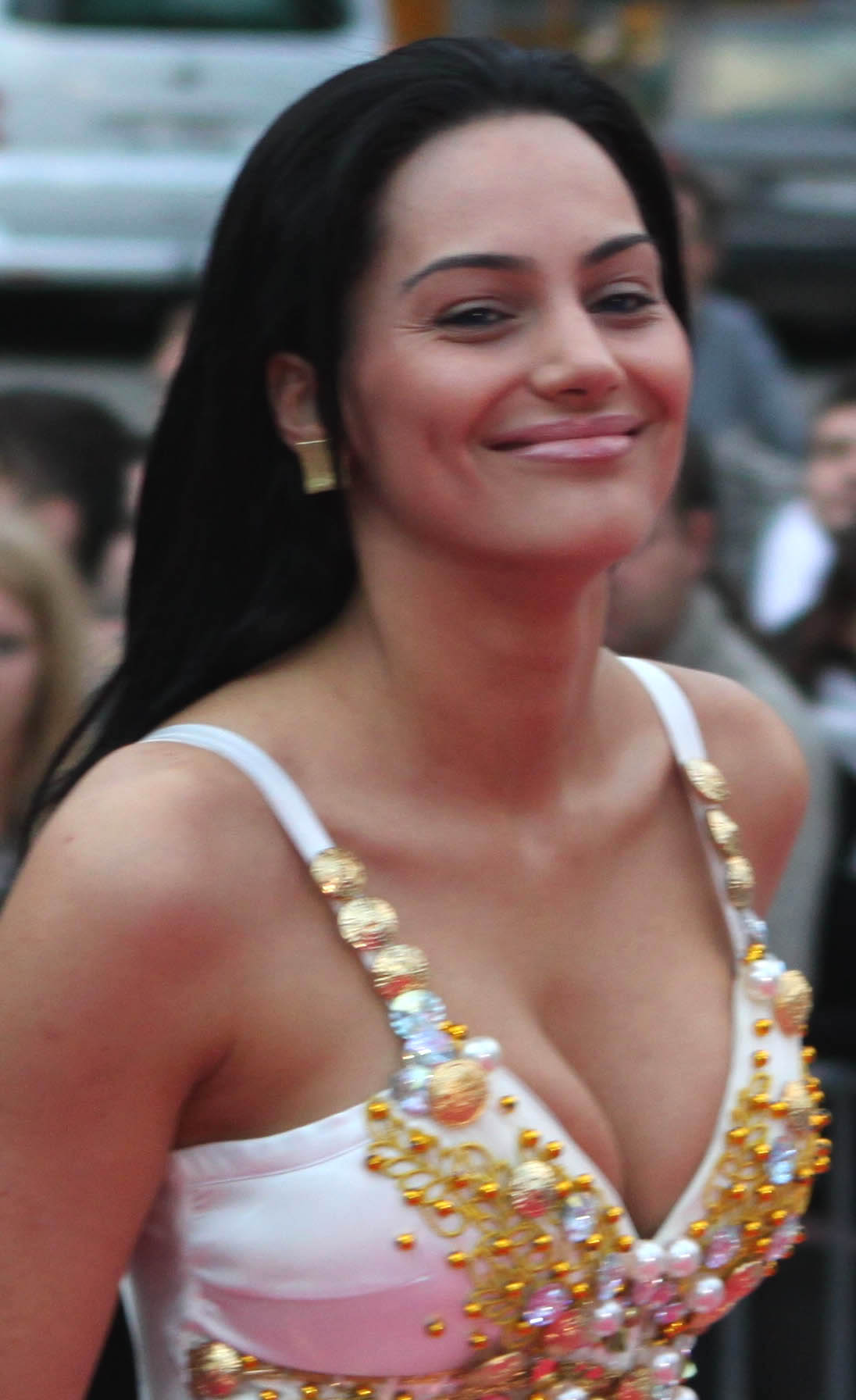
اوا ریواس، ۲۰۱۰

در تاریخ ۱۴ فوریه ۲۰۱۰ ریواس برنده نهایی موسیقی ملی ارمنستان برنده شد و با ترانه "هسته زردآلو" نماینده ارمنستان در مسابقه آواز یوروویژن ۲۰۱۰ شد". در دوره نیمه نهایی در مکان ششم ایستاد و به دوره نهایی راه یافت جایی که وی در نهایت با مجموع ۱۴۱ امتیاز به مقام هفتم رسید.